# Andrzej Zuberbier
Andrzej Zuberbier (ur. 16 kwietnia 1922 w Warszawie, zm. 27 czerwca 2000 w Piotrkowicach k. Chmielnika) – polski duchowny katolicki diecezji kieleckiej, prof. dr hab. nauk teologicznych.

## Życiorys
Andrzej Zuberbier urodził się 16 kwietnia 1922 w Warszawie. Maturę zdał w roku 1940, po czym wstąpił do Seminarium Duchownego w Kielcach. 5 maja 1946 roku otrzymał święcenia kapłańskie. W 1949 uzyskał magisterium z teologii na Wydziale Teologicznym Uniwersytetu Jagiellońskiego. W 1951 roku na Katolickim Uniwersytecie Lubelskim uzyskał stopień doktora teologii. W 1968 roku pojął wykłady zlecone w Akademii Teologii Katolickiej w Warszawie. W 1971 roku uzyskał stopień doktora habilitowanego, a rok później – stanowisko docenta. W 1976 roku został profesorem nadzwyczajnym, w 1989 roku został profesorem zwyczajnym. W latach 1972–1992 kierował Katedrą Teologii Dogmatycznej I w Akademii Teologii Katolickiej, a w latach 1976–1980 był kierownikiem Katedry Homiletyki. W latach 1979–1992 był redaktorem naczelnym półrocznika „Studia Theologica Varsaviensia”. W latach 1989–1991 uczestniczył w przygotowaniach II Polskiego Synodu Plenarnego. Był wykładowcą w Akademii Teologii Katolickiej w Warszawie, w Wyższym Seminarium Duchownym w Kielcach oraz w Punkcie Konsultacyjnym ATK w Katowicach.
Szczególnie angażował się w dialog z judaizmem; był członkiem Komisji Episkopatu Polski ds. Dialogu z Judaizmem. W swoich badaniach naukowych koncentrował się na problemach współczesnej teologii katolickiej, badał relacje między religią a życiem i kulturą oraz problemy powołań kapłańskich i miejsca laikatu w Kościele katolickim.
Zginął tragicznie 27 czerwca 2000 roku w wypadku samochodowym w Piotrkowicach k. Chmielnika. Został pochowany w Kielcach 30 czerwca 2000 roku.

## Wybrane publikacje
- Teologia dzisiaj (Katowice, 1975)
- Wierzę. Podstawowe prawdy wiary (Katowice, 1979)
- Gdy zajął z nimi miejsce u stołu... (Warszawa, 1988)
- Czy wiem, w co wierzę (Kielce, 1992)
- Słownik teologiczny (red.) (Katowice, 1985–1989)